# Filibusterismo

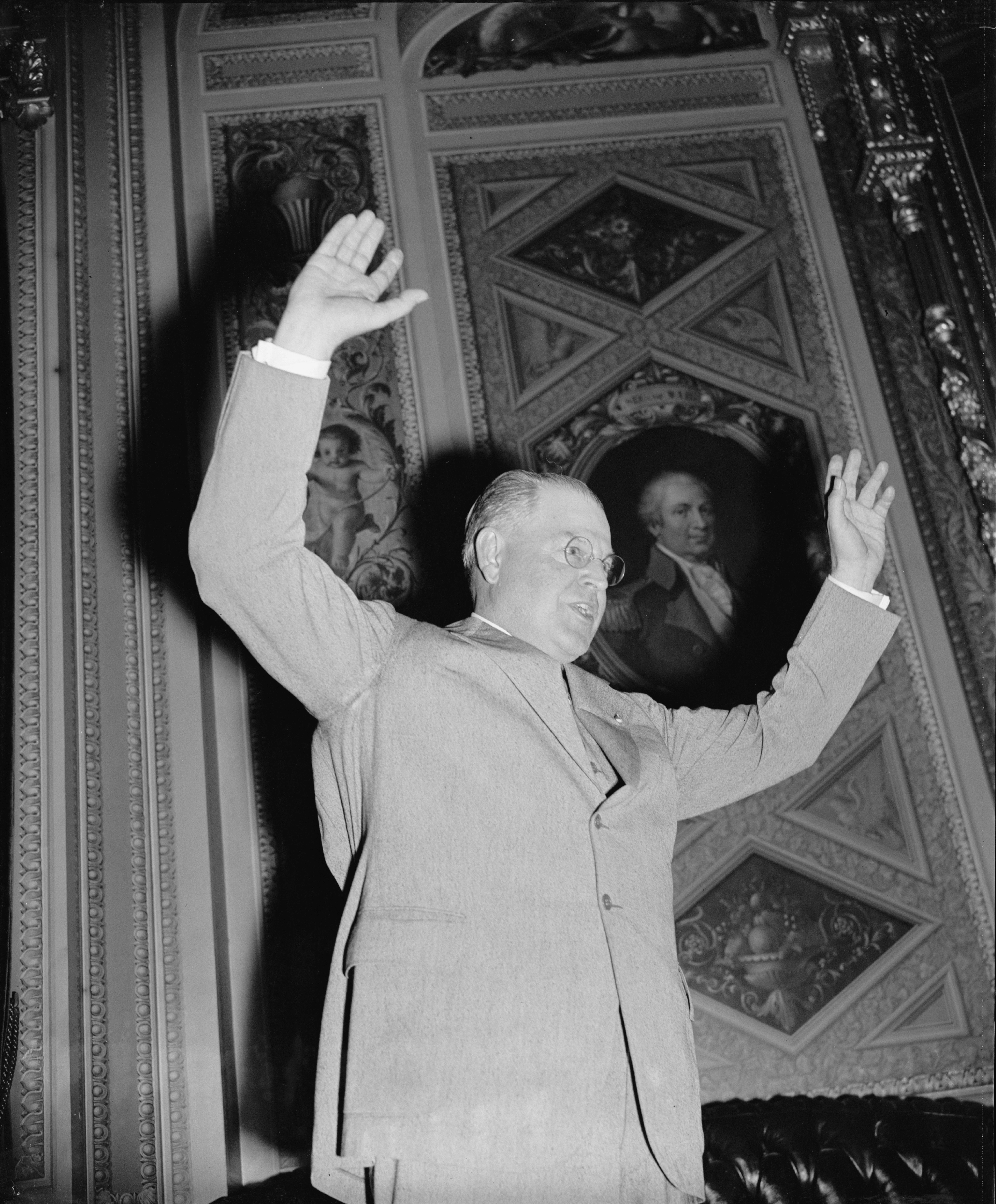
Warren R. Austin haciendo uso del filibusterismo

Se denomina filibusterismo a una técnica específica de obstruccionismo parlamentario, mediante la cual se pretende retrasar o enteramente bloquear la aprobación de una ley o acto legislativo gracias a un discurso de larga duración. Es eficaz en los sistemas parlamentarios en los que los representantes de la voluntad popular no tienen fijado un tiempo límite para intervenir y ha tenido significación histórica en algunos momentos de la vida parlamentaria de algunos países.
En el caso de Estados Unidos, las reglas son muy simples: un congresista puede hablar lo que desee siempre que no se siente o se detenga. Normalmente, se suelen leer en voz alta libros de recetas, novelas, hasta que se pospone la sesión. 
Por extensión se ha denominado filibusterismo a cualquier forma de obstruccionismo parlamentario o de interpretación interesada de los reglamentos y usos parlamentarios que resulte favorable a un bando.

## Nacimiento del término
La expresión, cuya traducción al inglés es filibuster, fue usada por primera vez en 1851. Derivado del español filibustero, procede del francés flibustier, que a su vez proviene del neerlandés vrijbuiter (freebooter). El vocablo «filibustero» se usó, alrededor del siglo XVII, para describir a cierto tipo de bandidos que operaban en el mar Caribe, navegando cerca de las costas y dándose más al saqueo de ciudades portuarias que al abordaje de barcos típico de los piratas. Su uso derivó en la política para las técnicas que paralizan el debate parlamentario.

## Historia
Un precedente famoso fue el de Catón el Joven, de quien se decía que era capaz de hablar durante días enteros con tal de frenar las iniciativas legislativas de Julio César.

### Chile
En Chile, durante la votación para la acusación constitucional contra el presidente Sebastián Piñera Echenique efectuada en 2021, se impidió la votación a distancia de parlamentarios que se encontraban en cuarentena preventiva de forma telemática. A fin de lograr los votos necesarios para aprobar el juicio político al presidente en la Cámara de Diputadas y Diputados, el diputado Jaime Naranjo leyó la acusación constitucional completa a fin de permitir que el diputado Giorgio Jackson pudiese cumplir su cuarentena preventiva y viajar desde Santiago a Valparaíso, donde se encuentra ubicado el Congreso Nacional de Chile. Es así como comenzó a leer desde las 10:24 de la mañana del 8 de noviembre hasta las 1:25 del martes 9 con dos descansos de 20 minutos, transformándose en el discurso más largo realizado por un parlamentario en la historia de Chile.

### Corea del Sur
Los legisladores de la oposición surcoreana iniciaron una maniobra obstruccionista el 23 de febrero de 2016 para bloquear el proyecto de ley antiterrorista, alegando que otorgaría demasiado poder al Servicio Nacional de Inteligencia y resultaría en una invasión de la privacidad ciudadana. La maniobra obstruccionista finalizó el 2 de marzo con un total de 193 horas y la aprobación del proyecto de ley. Las 20.ªs elecciones legislativas de Corea del Sur se celebraron dos meses después de la maniobra obstruccionista, y el partido opositor, el Partido Minjoo de Corea, obtuvo más escaños que el partido gobernante, el Partido Saenuri.

### Estados Unidos
Los senadores demócratas del sur de Estados Unidos recurrieron al filibusterismo para frenar la aprobación de la Ley de Derechos Civiles de 1964, que estableció la protección federal contra las normas racistas y segregacionistas de ciertos estados, bloqueando la discusión parlamentaria con una maratón de discursos durante 83 días, el más extenso en la historia de ese país.
En la película de Frank Capra Caballero sin espada (1939), James Stewart hacía uso del filibusterismo para denunciar la corrupción existente, haciendo de su intervención en el senado una maratoniana sesión en la que, amparado por la ley, se negaba a ceder el uso de la palabra. 
En la serie televisiva Scandal, en el noveno capítulo de la quinta temporada, la senadora Mellie Grant (Bellamy Young) hace uso del filibusterismo para detener la votación del proyecto presupuestario que amenaza con dejar sin fondos garantizados a la organización Planned Parenthood.

### Filipinas
En el Senado de Filipinas, Roseller Lim, del Partido Nacionalista, mantuvo el filibusterismo más largo de la historia del Senado filipino. En la elección del Presidente del Senado de Filipinas, en abril de 1963, permaneció en el estrado durante más de 18 horas para esperar a su compañero de partido Alejandro Almendras, que iba a llegar desde Estados Unidos. Los nacionalistas, que constituían exactamente la mitad del Senado, querían impedir la elección de Ferdinand Marcos a la Presidencia del Senado. Prohibido de ir incluso a la sala de confort, tuvo que orinarse en los pantalones hasta la llegada de Almendras. Votó por su compañero de partido Eulogio Rodríguez justo cuando llegó Almendras, y tuvo que ser sacado en camilla del salón de sesiones por agotamiento. Sin embargo, Almendras votó a favor de Marcos, y éste arrebató la presidencia del Senado a los nacionalistas tras más de una década de control.

### Italia
En Italia, el filibusterismo tiene tradiciones antiguas y se expresa generalmente con la proposición de textos jurídicos como mociones o enmiendas [ 89 ] sobre las que se desarrollan debates.

### Nueva Zelanda
En agosto de 2000, los partidos de la oposición neozelandesa, National y ACT, retrasaron y obstruyeron la votación del proyecto de ley de relaciones laborales votando lentamente de forma deliberada y, en algunos casos, en maorí (lo que exigía su traducción al inglés).
En 2009, varios partidos de Nueva Zelanda organizaron un filibusterismo del proyecto de ley del Gobierno Local (Reorganización de Auckland) en oposición a que el gobierno creara un nuevo Consejo de Auckland con carácter de urgencia y sin debate ni revisión por parte de un comité selecto, proponiendo miles de enmiendas demoledoras y votando en maorí, retrasando el proyecto de ley del gobierno ya que cada enmienda tenía que ser votada y los votos en maorí traducidos al inglés. Las enmiendas incluían cambiar el nombre del consejo a "Auckland Katchafire Council" o "Rodney Hide Memorial Council" y sustituir la frase «poderes de un consejo regional» por «poder y músculo».